# Communauté de communes de Sarrebourg - Moselle Sud
La Communauté de communes Sarrebourg - Moselle Sud (CCSMS) est une communauté de communes française située dans le département de la Moselle en région Grand Est.
Elle fait partie du pôle d'équilibre territorial et rural du Pays de Sarrebourg.

## Histoire
La communauté de communes est née le 1er janvier 2014 de la fusion des communautés de communes de l'Agglomération de Sarrebourg et du Pays de Fénétrange,. La structure intercommunale comporte alors 28 communes.
En application de la loi NOTRe, la communauté de communes Sarrebourg - Moselle Sud fusionne avec la communauté de communes de la Vallée de la Bièvre, la communauté de communes des Deux Sarres, la communauté de communes du Pays des étangs et la communauté de communes de l'Étang du Stock au 1er janvier 2017,. Depuis cette date, elle regroupe 76 communes.

## Composition
La communauté de communes est composée des 76 communes suivantes :

| Nom                      | Code Insee | Gentilé           | Superficie (km2) | Population (dernière pop. légale) | Densité (hab./km2) |
| ------------------------ | ---------- | ----------------- | ---------------- | --------------------------------- | ------------------ |
| Sarrebourg (siège)       | 57630      | Sarrebourgeois    | 16,4             | 12 274 (2022)                     | 748                |
| Abreschviller            | 57003      | Abreschvillois    | 41,29            | 1 427 (2022)                      | 35                 |
| Aspach                   | 57034      | Aspachois         | 4,13             | 37 (2022)                         | 9                  |
| Assenoncourt             | 57035      |                   | 16,69            | 114 (2022)                        | 6,8                |
| Avricourt                | 57042      |                   | 10,32            | 578 (2022)                        | 56                 |
| Azoudange                | 57044      |                   | 15,73            | 101 (2022)                        | 6,4                |
| Barchain                 | 57050      |                   | 1,7              | 101 (2022)                        | 59                 |
| Bébing                   | 57056      |                   | 9,57             | 189 (2022)                        | 20                 |
| Belles-Forêts            | 57086      |                   | 26,57            | 231 (2022)                        | 8,7                |
| Berthelming              | 57066      | Berthelmingeois   | 10,67            | 508 (2022)                        | 48                 |
| Bettborn                 | 57071      |                   | 6,57             | 397 (2022)                        | 60                 |
| Bickenholtz              | 57080      |                   | 2,46             | 85 (2022)                         | 35                 |
| Brouderdorff             | 57113      |                   | 4,75             | 971 (2022)                        | 204                |
| Buhl-Lorraine            | 57119      |                   | 11,2             | 1 191 (2022)                      | 106                |
| Desseling                | 57173      |                   | 5,05             | 99 (2022)                         | 20                 |
| Diane-Capelle            | 57175      |                   | 6,07             | 244 (2022)                        | 40                 |
| Dolving                  | 57180      | Dolvingeois       | 6,66             | 341 (2022)                        | 51                 |
| Fénétrange               | 57210      |                   | 14,49            | 648 (2022)                        | 45                 |
| Fleisheim                | 57216      |                   | 4,11             | 138 (2022)                        | 34                 |
| Foulcrey                 | 57229      |                   | 12,34            | 157 (2022)                        | 13                 |
| Fraquelfing              | 57233      |                   | 4,44             | 84 (2022)                         | 19                 |
| Fribourg                 | 57241      |                   | 17,42            | 163 (2022)                        | 9,4                |
| Gondrexange              | 57253      |                   | 22,88            | 504 (2022)                        | 22                 |
| Gosselming               | 57255      |                   | 10,15            | 571 (2022)                        | 56                 |
| Guermange                | 57272      |                   | 17,64            | 93 (2022)                         | 5,3                |
| Harreberg                | 57298      |                   | 6,34             | 365 (2022)                        | 58                 |
| Hartzviller              | 57299      |                   | 4,14             | 939 (2022)                        | 227                |
| Hattigny                 | 57302      |                   | 13,14            | 220 (2022)                        | 17                 |
| Haut-Clocher             | 57304      | Haut-Clocherois   | 11,44            | 349 (2022)                        | 31                 |
| Hellering-lès-Fénétrange | 57310      | Hellenvillais     | 4,05             | 188 (2022)                        | 46                 |
| Héming                   | 57314      |                   | 3,69             | 495 (2022)                        | 134                |
| Hermelange               | 57318      |                   | 2,58             | 215 (2022)                        | 83                 |
| Hertzing                 | 57320      |                   | 1,54             | 178 (2022)                        | 116                |
| Hesse                    | 57321      | Hessois           | 12,85            | 552 (2022)                        | 43                 |
| Hilbesheim               | 57324      | Hilbesheimois     | 7,52             | 615 (2022)                        | 82                 |
| Hommarting               | 57333      |                   | 10,19            | 831 (2022)                        | 82                 |
| Hommert                  | 57334      |                   | 3,49             | 309 (2022)                        | 89                 |
| Ibigny                   | 57342      |                   | 4,77             | 90 (2022)                         | 19                 |
| Imling                   | 57344      |                   | 6,11             | 702 (2022)                        | 115                |
| Kerprich-aux-Bois        | 57362      |                   | 6,45             | 192 (2022)                        | 30                 |
| Lafrimbolle              | 57374      |                   | 10,72            | 207 (2022)                        | 19                 |
| Landange                 | 57377      |                   | 4,85             | 242 (2022)                        | 50                 |
| Laneuveville-lès-Lorquin | 57380      |                   | 2,24             | 105 (2022)                        | 47                 |
| Langatte                 | 57382      |                   | 12,97            | 629 (2022)                        | 48                 |
| Languimberg              | 57383      |                   | 18,38            | 159 (2022)                        | 8,7                |
| Lorquin                  | 57414      | Lorquinois        | 8,77             | 1 134 (2022)                      | 129                |
| Métairies-Saint-Quirin   | 57461      |                   | 9,57             | 274 (2022)                        | 29                 |
| Mittersheim              | 57469      |                   | 16,77            | 579 (2022)                        | 35                 |
| Moussey                  | 57488      |                   | 7,89             | 567 (2022)                        | 72                 |
| Neufmoulins              | 57500      |                   | 1,93             | 37 (2022)                         | 19                 |
| Niderhoff                | 57504      |                   | 5,3              | 277 (2022)                        | 52                 |
| Niderviller              | 57505      | Nidervillois      | 10,78            | 1 152 (2022)                      | 107                |
| Niederstinzel            | 57506      |                   | 12,96            | 236 (2022)                        | 18                 |
| Nitting                  | 57509      |                   | 8,86             | 514 (2022)                        | 58                 |
| Oberstinzel              | 57518      |                   | 5,07             | 320 (2022)                        | 63                 |
| Plaine-de-Walsch         | 57544      |                   | 4,98             | 605 (2022)                        | 121                |
| Postroff                 | 57551      |                   | 5                | 198 (2022)                        | 40                 |
| Réchicourt-le-Château    | 57564      | Réchicourtois     | 24,14            | 555 (2022)                        | 23                 |
| Réding                   | 57566      | Rédingeois        | 11,61            | 2 307 (2022)                      | 199                |
| Rhodes                   | 57579      |                   | 11,39            | 124 (2022)                        | 11                 |
| Richeval                 | 57583      |                   | 4,92             | 115 (2022)                        | 23                 |
| Romelfing                | 57592      |                   | 10,69            | 334 (2022)                        | 31                 |
| Saint-Georges            | 57611      |                   | 8,1              | 192 (2022)                        | 24                 |
| Saint-Jean-de-Bassel     | 57613      | Basselois         | 10,05            | 319 (2022)                        | 32                 |
| Saint-Quirin             | 57623      |                   | 53,34            | 693 (2022)                        | 13                 |
| Sarraltroff              | 57629      | Sarraltroffois    | 11,97            | 791 (2022)                        | 66                 |
| Schalbach                | 57635      |                   | 12,58            | 378 (2022)                        | 30                 |
| Schneckenbusch           | 57637      | Schneckenbuschois | 2,12             | 313 (2022)                        | 148                |
| Troisfontaines           | 57680      | Trifontains       | 12,85            | 1 259 (2022)                      | 98                 |
| Turquestein-Blancrupt    | 57682      | Turquestinois     | 30,04            | 11 (2022)                         | 0,37               |
| Vasperviller             | 57697      |                   | 1,54             | 320 (2022)                        | 208                |
| Veckersviller            | 57703      |                   | 4,79             | 230 (2022)                        | 48                 |
| Vieux-Lixheim            | 57713      |                   | 6,45             | 249 (2022)                        | 39                 |
| Voyer                    | 57734      |                   | 4,48             | 449 (2022)                        | 100                |
| Walscheid                | 57742      | Walscheidois      | 38,35            | 1 467 (2022)                      | 38                 |
| Xouaxange                | 57756      |                   | 5,16             | 316 (2022)                        | 61                 |

### Établissements publics de coopération intercommunale limitrophes

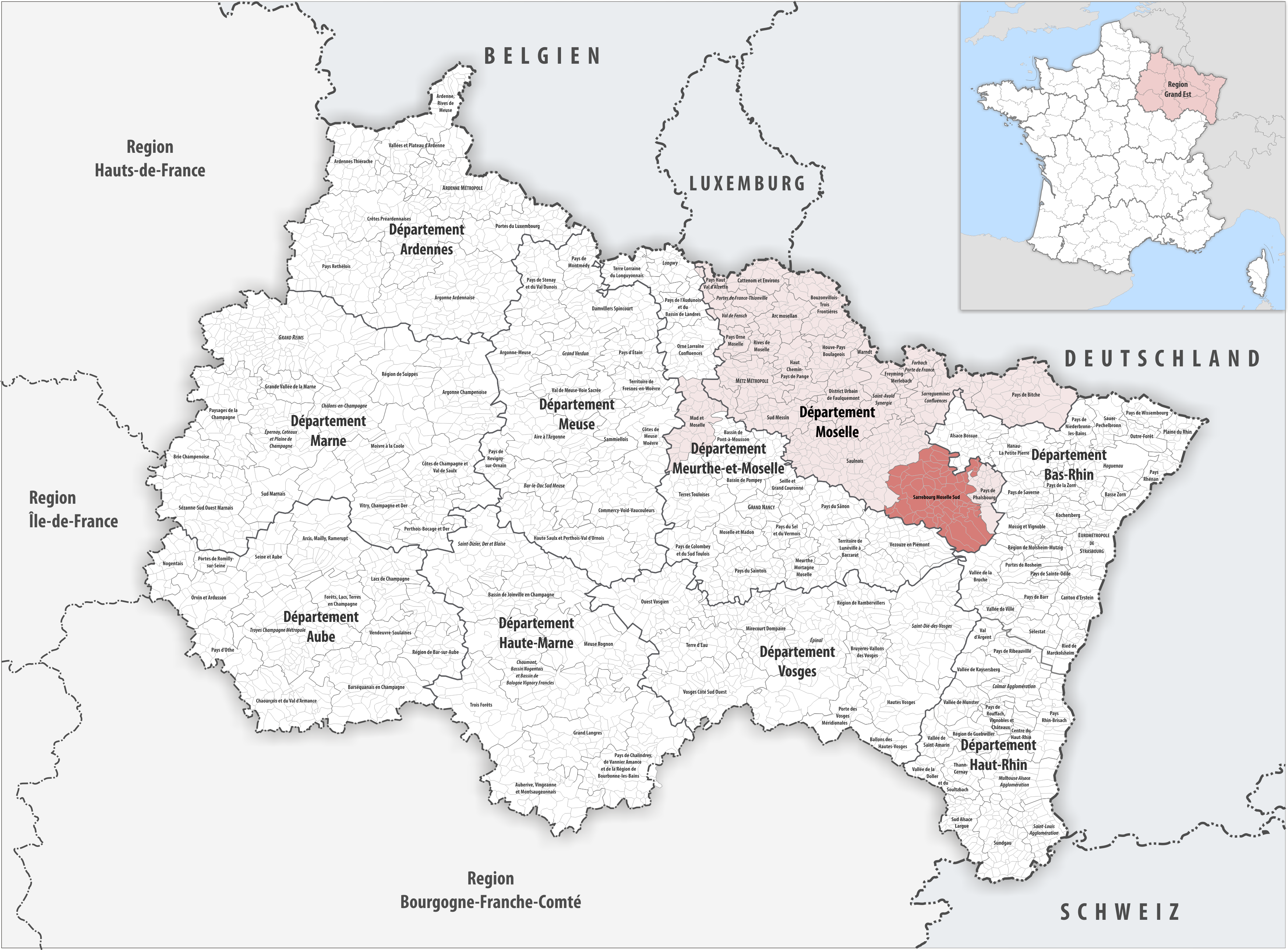
La communauté de communes Sarrebourg - Moselle Sud au sein du Grand Est.

## Administration
Le conseil communautaire est composé de 107 délégués.
| Période          | Période       | Identité     | Étiquette | Qualité                        |
| ---------------- | ------------- | ------------ | --------- | ------------------------------ |
| 1er janvier 2014 | 14 avril 2014 | Franck Klein |           | Maire de Buhl-Lorraine         |
| 14 avril 2014    | En cours      | Roland Klein | LR        | Adjoint au maire de Sarrebourg |

## Transports
La communauté de communes est devenue Autorité organisatrice de la mobilité (AOM).

### Impact énergétique et climatique

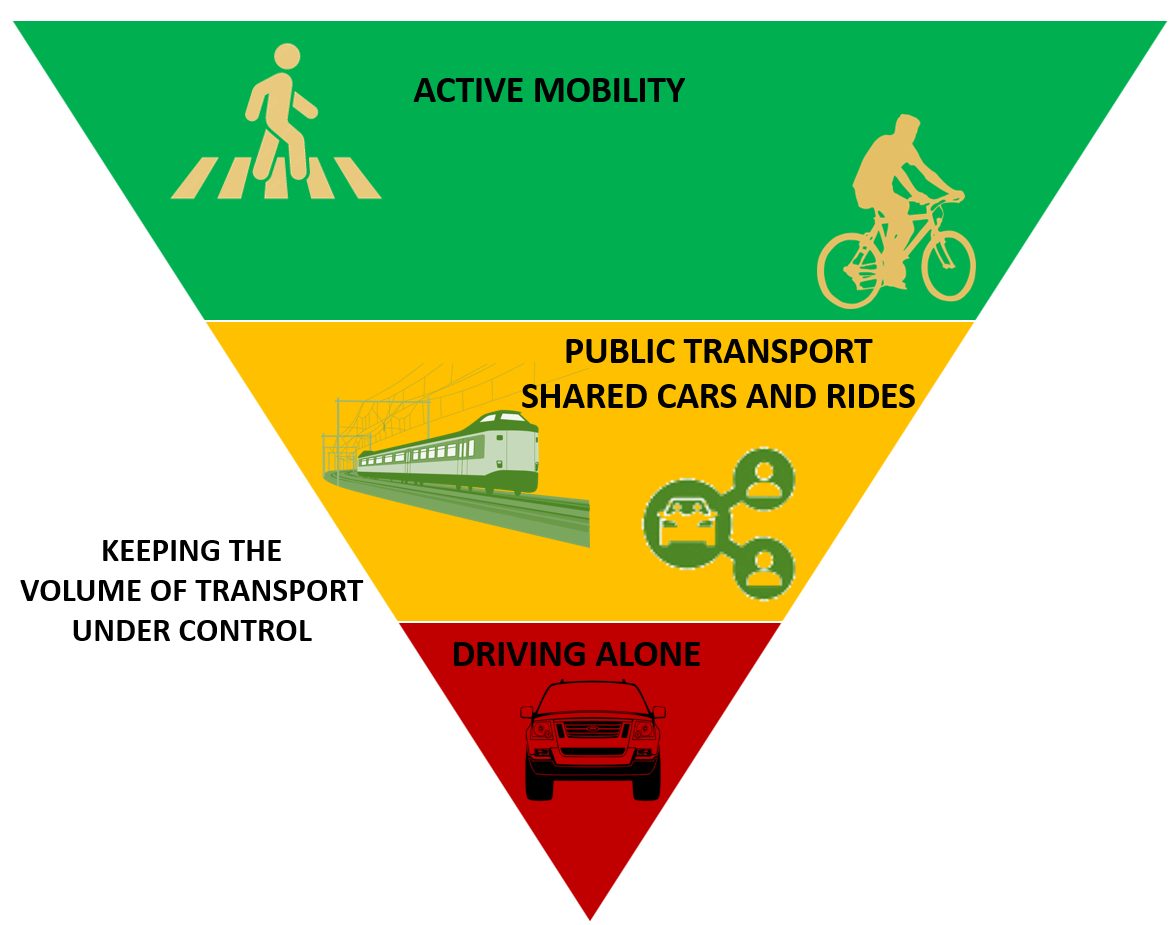
Pyramide de la mobilité, proposée par le projet européen Share North.

Énergie et effet de serre étant intimement liés, ATMO Grand Est tient à jour les statistiques énergétiques et climatiques de la communauté de Sarrebourg - Moselle Sud pour l'année 2020 et pour tous les secteurs, y compris les transports.
| -                              | Transports routiers | Autres transports |
| ------------------------------ | ------------------- | ----------------- |
| Carburant (GWh)                | 342                 | 2                 |
| Électricité (GWh)              | 0                   | 12                |
| Gaz à effet de serre (ktéqCO2) | 87                  | 1                 |

## Énergie et climat
Dans le cadre du schéma régional d'aménagement, de développement durable et d'égalité des territoires (SRADDET) du Grand Est, ATMO Grand Est tient à jour les statistiques énergétiques  des établissements publics de coopération intercommunale de la région sous forme de diagramme de flux.
L'énergie finale annuelle, consommée en 2020, est exprimée en gigawatts-heures,.
| -                          | GWh   |
| -------------------------- | ----- |
| Électricité                | 384   |
| Carburants ou combustibles | 1 452 |
| Chaleur primaire           | 46    |

L'énergie produite en 2020 est également exprimée en gigawatts-heures.
| -                          | GWh |
| -------------------------- | --- |
| Électricité                | 43  |
| Carburants ou combustibles | 277 |
| Chaleur primaire           | 49  |

Les gaz à effet de serre sont exprimés en kilotonnes équivalent CO2.
| -                     | ktéqCO2 |
| --------------------- | ------- |
| Liées à l'énergie     | 350     |
| Non liées à l'énergie | 395     |